# Rudolfova jeskyně
Rudolfova jeskyně (Rudolfka) se nachází v Křtinském údolí v Moravském krasu v úrovni údolního dna na úpatí skalek pod Vokounkou. Jeskyni objevil v roce 1911 Rudolf Prix, který si při povodni všiml, že se značné množství vod ztrácelo pod Vokounkou.